# Цирковце
Цирковце (словен. Cirkovce) — поселення в общині Кидричево, Подравський регіон‎, Словенія.